# Mascara and Monsters: The Best of Alice Cooper

Mascara and Monsters : The Best Of Alice Cooper est le huitième best-of d'Alice Cooper publié en 2001 par Rhino Records.

## Liste des pistes
| No  | Titre                         | Album original (année)       | Durée |
| --- | ----------------------------- | ---------------------------- | ----- |
| 1.  | I'm Eighteen                  | Love It to Death (1971)      | 3:00  |
| 2.  | Is It My Body                 | Love It to Death             | 2:39  |
| 3.  | Desperado                     | Killer (1971)                | 3:26  |
| 4.  | Under My Wheels               | Killer                       | 2:48  |
| 5.  | Be My Lover                   | Killer                       | 3:22  |
| 6.  | School's Out (single version) | School's Out (1972)          | 3:29  |
| 7.  | Elected (single version)      | Billion Dollar Babies (1973) | 4:08  |
| 8.  | Hello Hooray (single version) | Billion Dollar Babies        | 3:01  |
| 9.  | Generation Landslide          | Billion Dollar Babies        | 4:31  |
| 10. | No More Mr. Nice Guy          | Billion Dollar Babies        | 3:07  |
| 11. | Billion Dollar Babies         | Billion Dollar Babies        | 3:42  |

| No  | Titre                                    | Album original (année)           | Durée |
| --- | ---------------------------------------- | -------------------------------- | ----- |
| 12. | Teenage Lament '74                       | Muscle of Love (1973)            | 3:52  |
| 13. | Muscle of Love                           | Muscle of Love                   | 3:45  |
| 14. | Only Women Bleed (single version)        | Welcome to My Nightmare (1975)   | 3:30  |
| 15. | Department of Youth                      | Welcome to My Nightmare          | 3:20  |
| 16. | Welcome to My Nightmare (single version) | Welcome to My Nightmare          | 2:48  |
| 17. | I Never Cry                              | Alice Cooper Goes to Hell (1976) | 3:44  |
| 18. | You and Me (single version)              | Lace and Whiskey (1977)          | 3:25  |
| 19. | How You Gonna See Me Now                 | From the Inside (1978)           | 3:55  |
| 20. | From the Inside (single version)         | From the Inside                  | 3:31  |
| 21. | Clones (We're All) (single version)      | Flush the Fashion (1980)         | 2:53  |
| 22. | Poison                                   | Trash (1989)                     | 4:30  |